# Hell Paso
Albums de At the Drive-In
¡Alfaro Vive, Carajo!
(1995)
Hell Paso est le premier EP du groupe américain de Post-hardcore At the Drive-In, publié en 1994 par Western Breed Records.

## Liste des chansons
Toute la musique est composée par At the Drive-In.
| 1.    | Grand Mox Turkin    | 2:43 |
| 2.    | Red Planet          | 2:33 |
| 3.    | Emptiness Is a Mule | 5:19 |
| 10:34 |                     |      |